# Península de Juminda

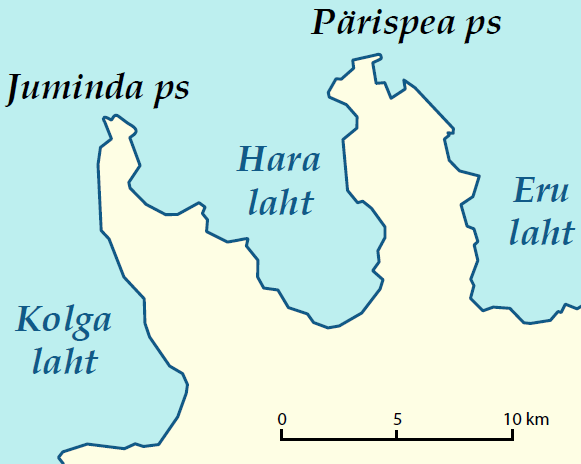
Situació de la península de Juminda

La península de Juminda (en estonià: Juminda poolsaar) és una península del comtat de Harju, a Estònia, que forma part del parc Nacional de Lahemaa.
La península fa 13 km de llarg i sis d'ample i separa la badia de Hara, a l'est, amb la de Kolga, a l'oest.
S'hi pot trobar el tercer bloc erràtic més gros del país, l'anomenat Majakivi, fruit de la darrera glaciació. També s'hi troba un bé del patrimoni cultural protegit per l'estat, la necròpoli de Koljuvare, un jaciment arqueològic amb una fossa comuna apilada d'aproximadament cinc metres de diàmetre.
Des del 2001, també hi ha un monument dedicat a les mes de 12.000 persones que, arran de l'avenç de les tropes de l'Alemanya nazi, havien evacuat Tallinn i que, la nit del 28 al 29 d'agost de 1941, van morir ofegades a les costes de la península per les mines marines i pels atacs alemanys.

Península de Juminda
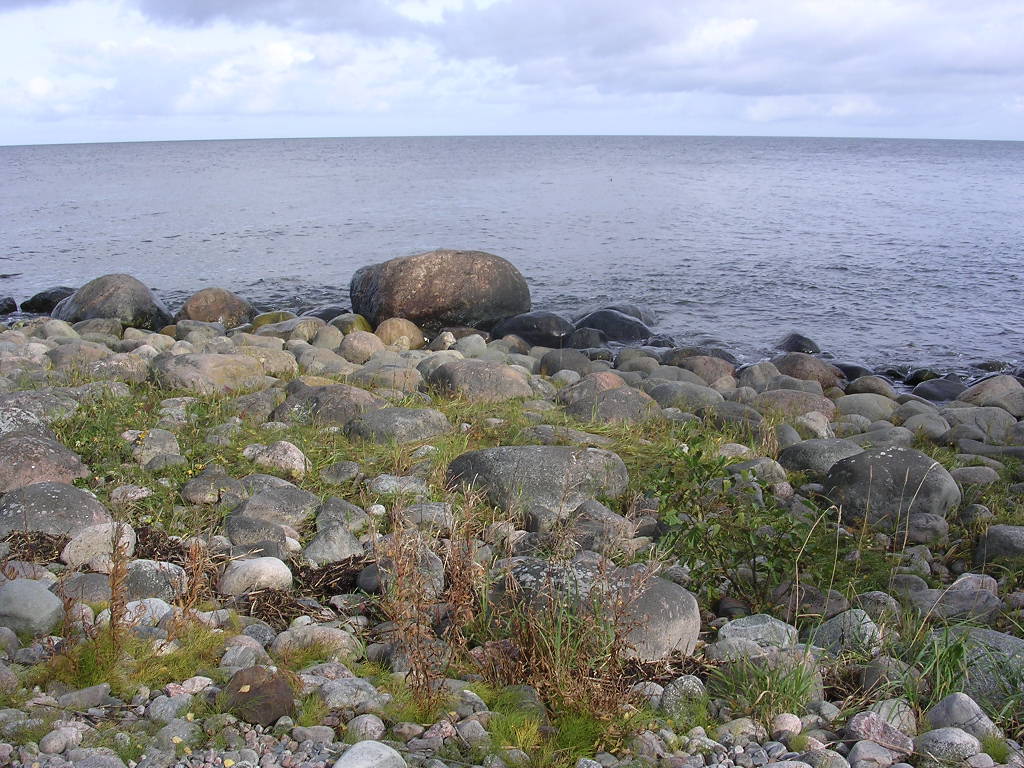
Costa peninsular, mirant al nord
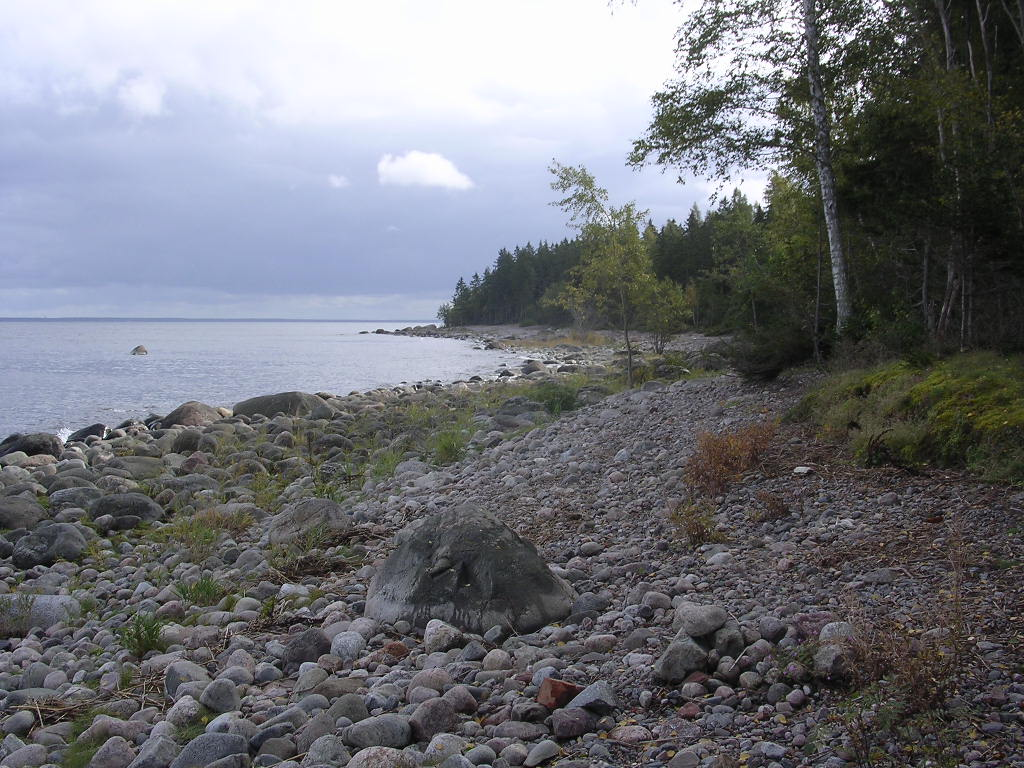
Costa peninsular, mirant cap a l'est
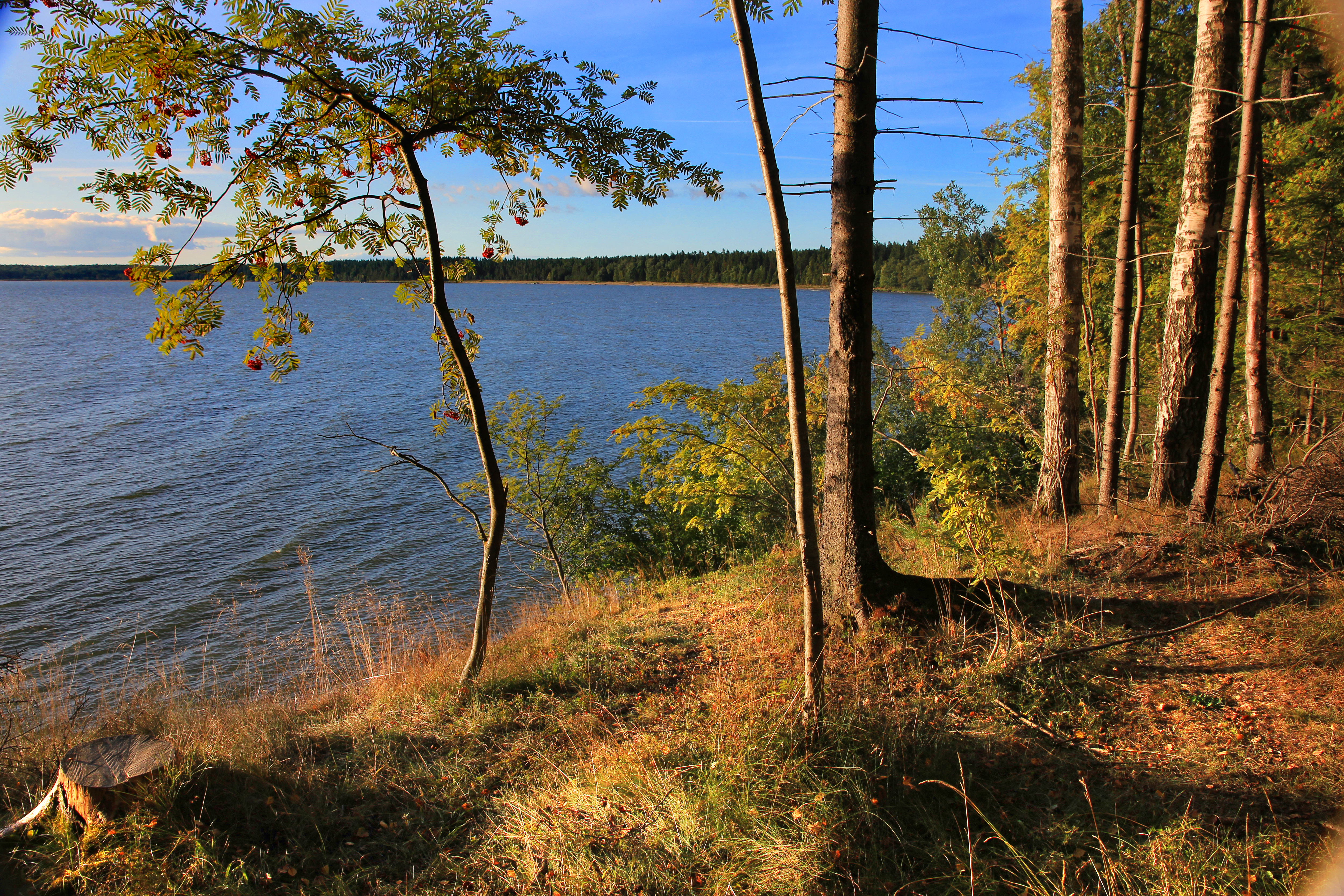
Cap Juminda
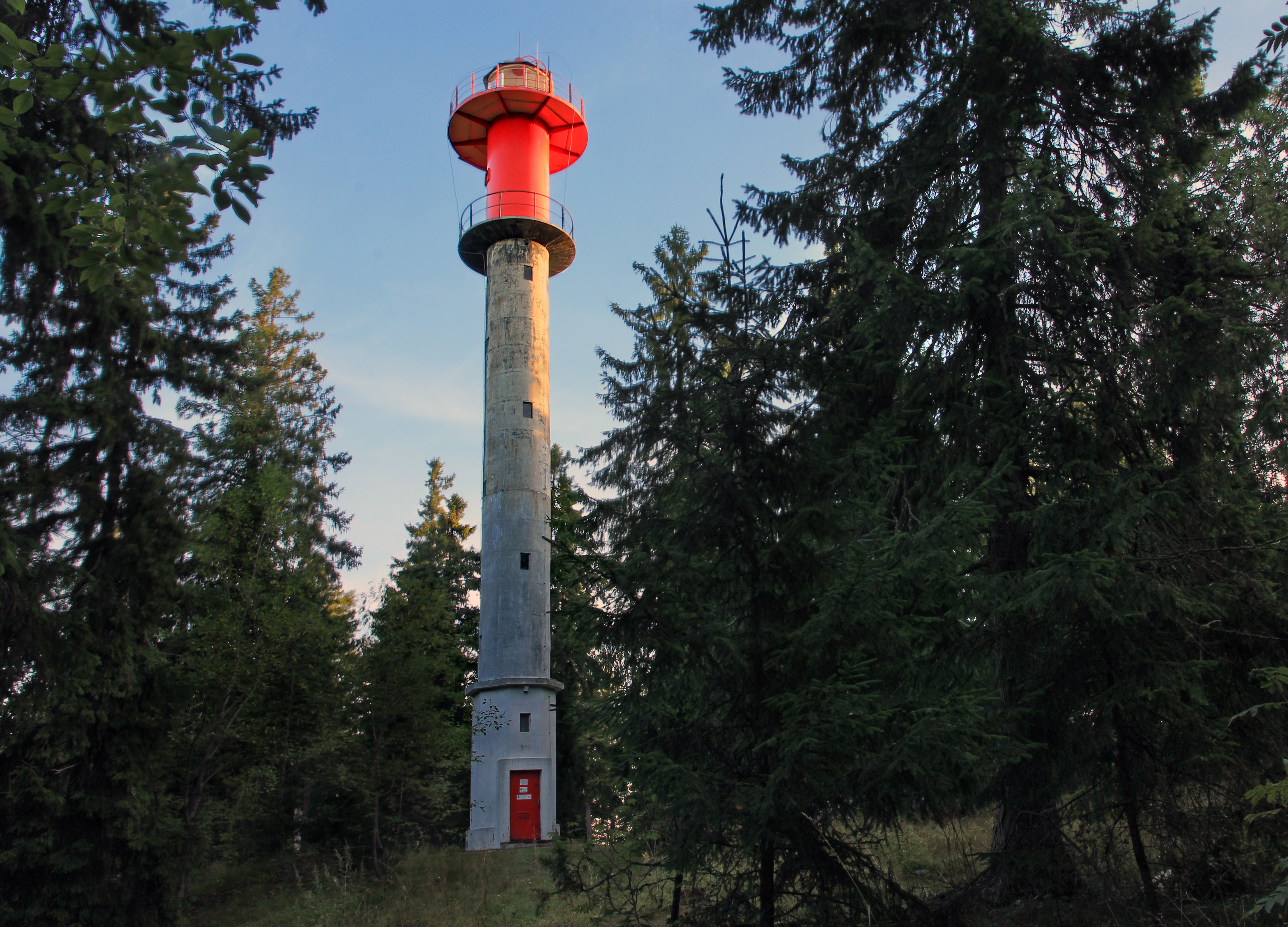
Far de Juminda
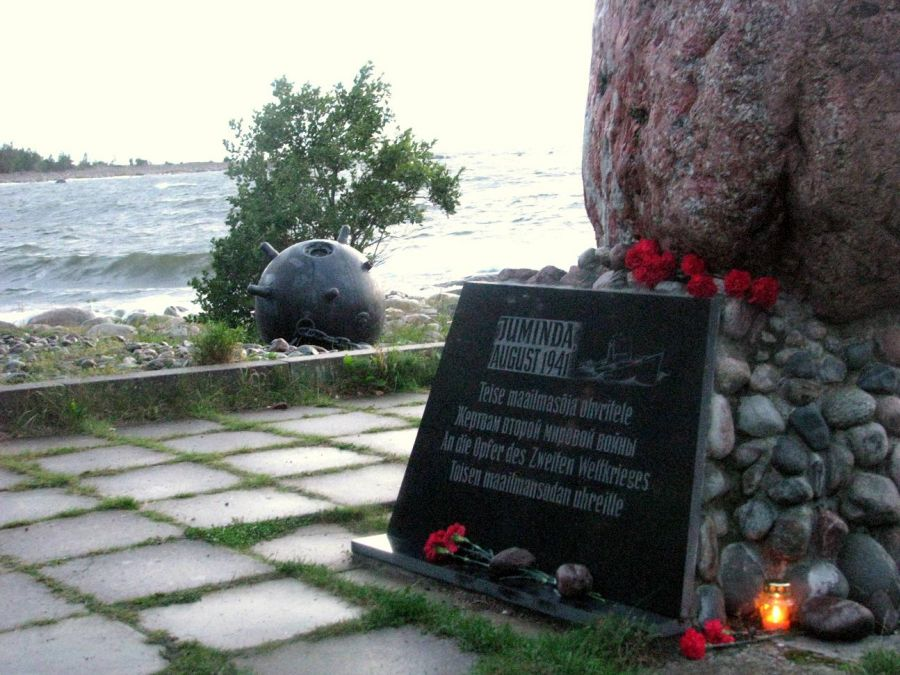
Memorial als assassinats prop de la península de Juminda
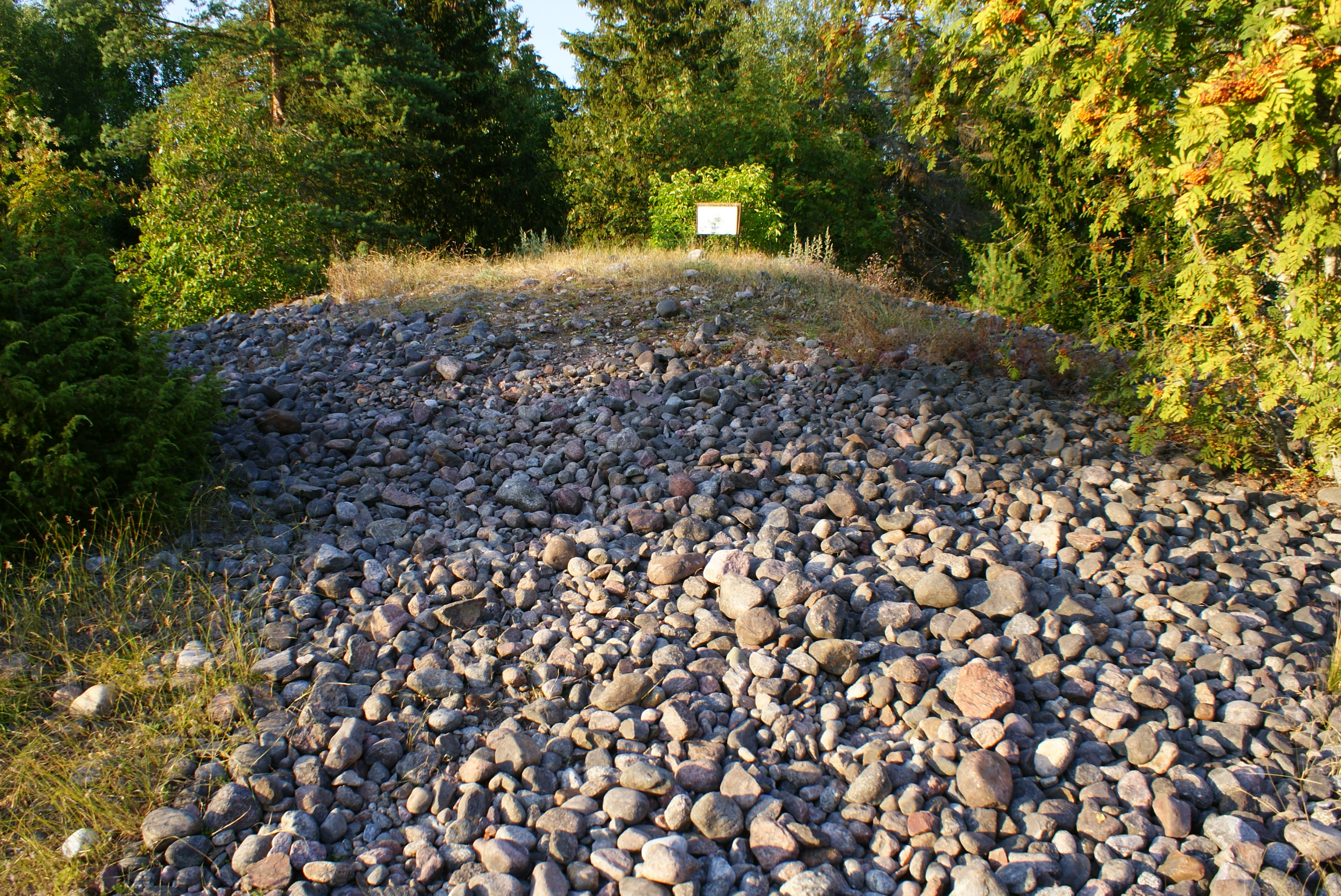
Enterrament de pedra a Koljuvare
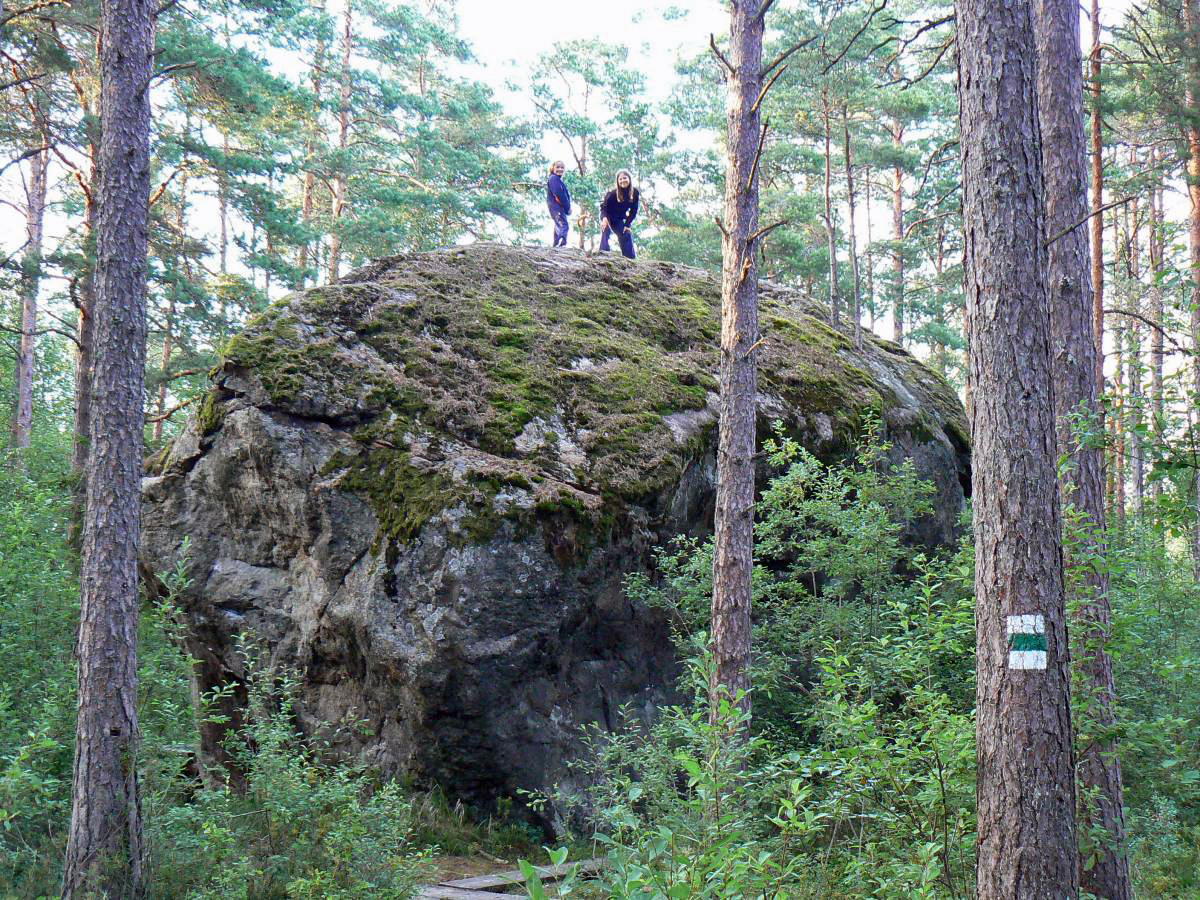
Boulder de Mayakivi
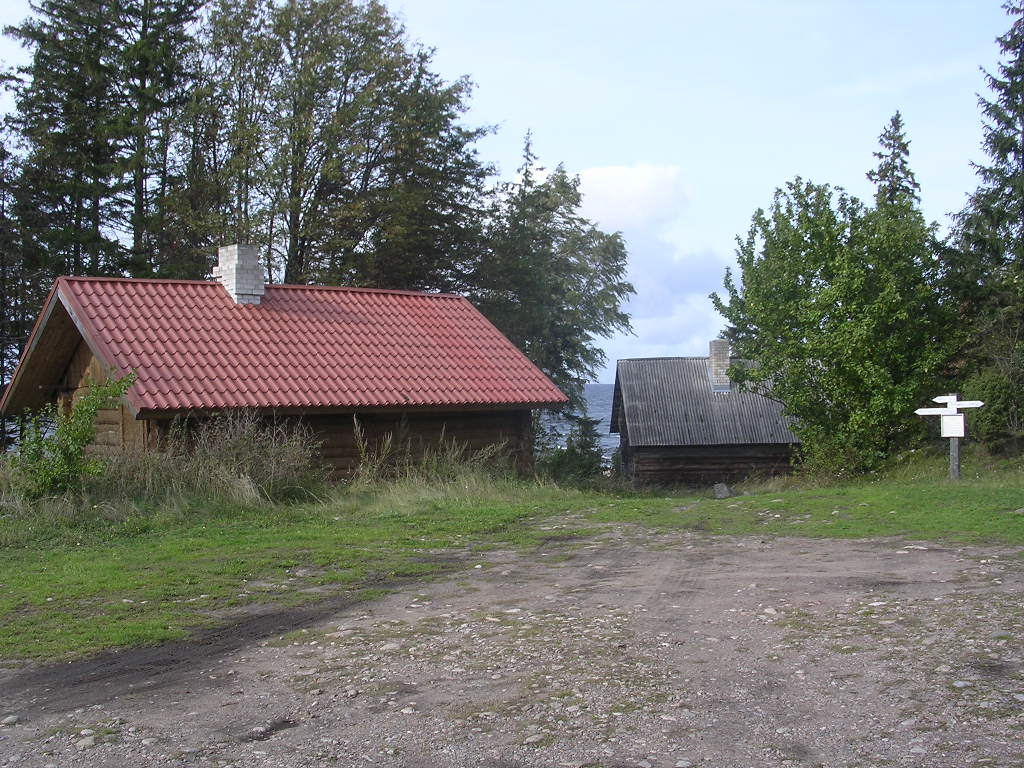
Cases de pescadors a la riba
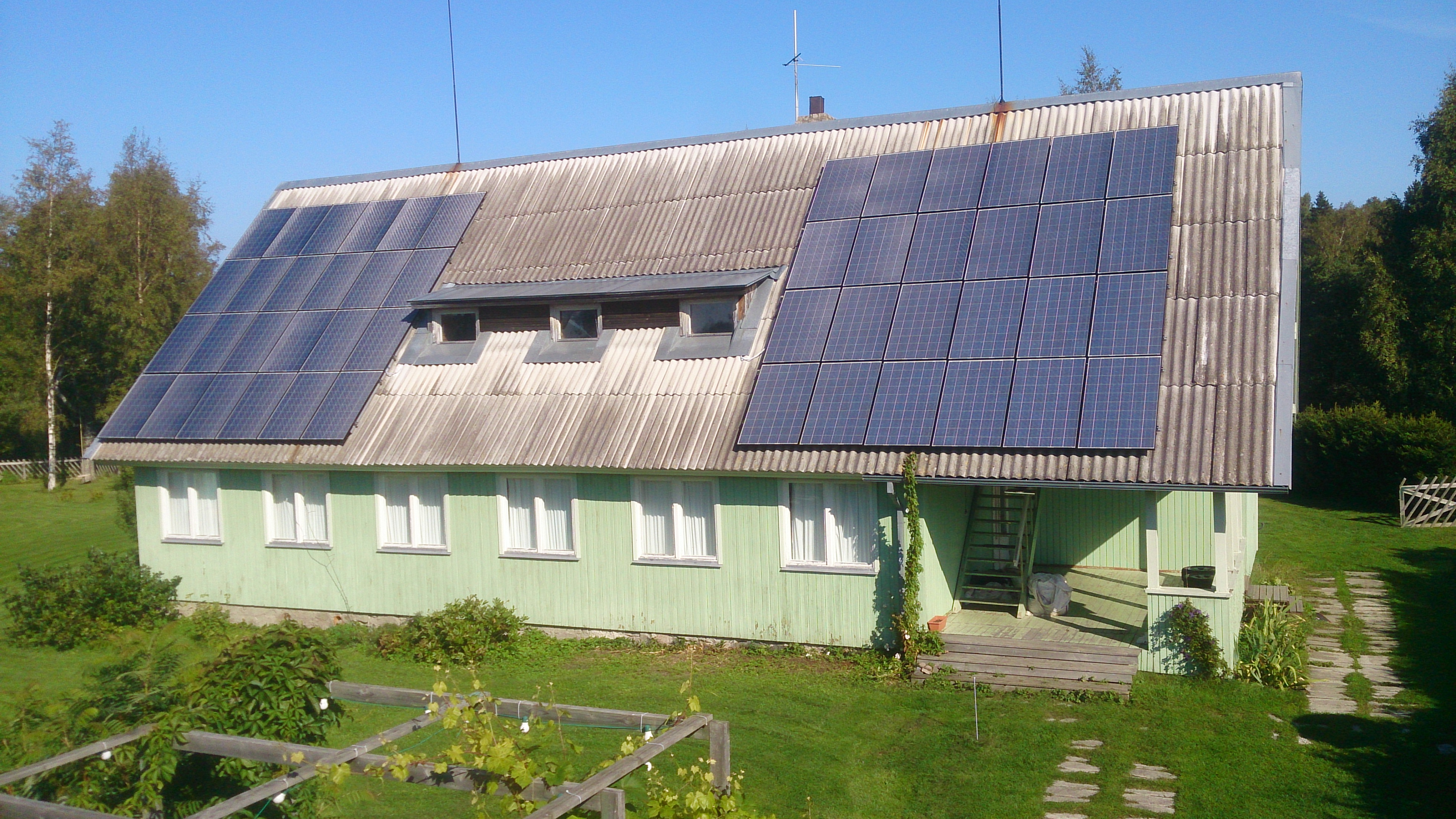
Central d'energia solar
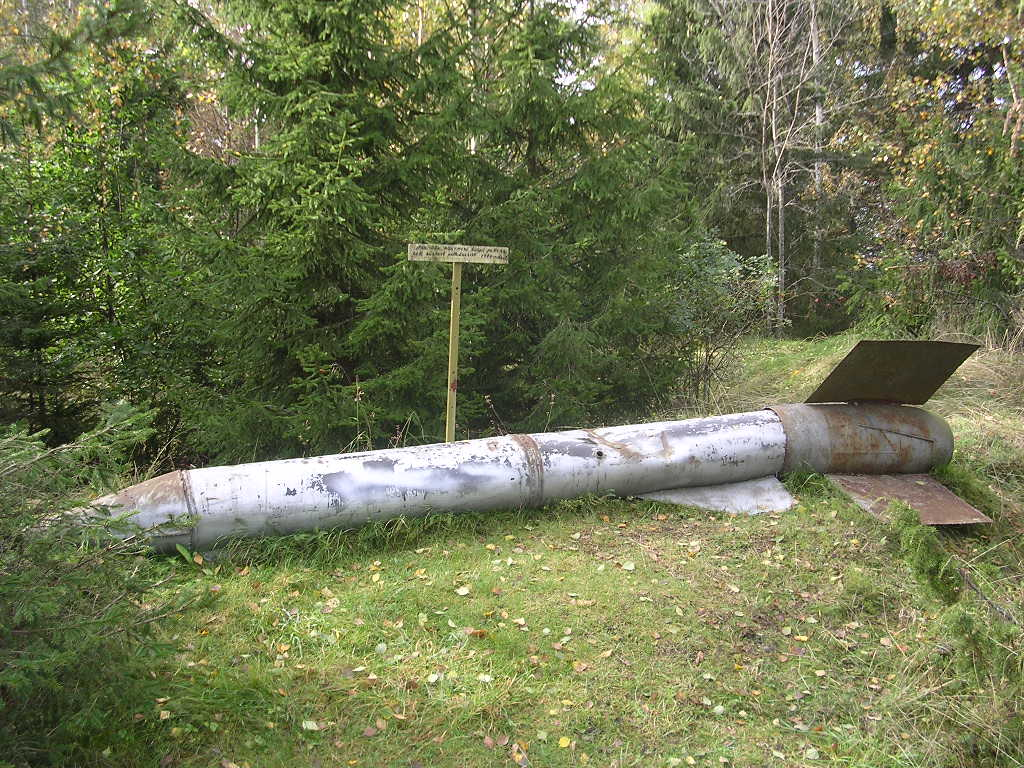
Un míssil sobrant d'una base militar soviètica